# TV2 Zulu
TV2 Zulu är en TV-kanal i Danmark som ägs av danska TV2. Kanalen började sända den 15 oktober 2000. Inledningsvis var kanalen en gratiskanal som även sändes lokalt i det analoga marknätet, men sedan TV2 misslyckats med att få ekonomi i en frikanal gjordes den om till betalkanal 2003.
Zulu riktar sig mot den yngre delen av befolkningen och sänder en del lokalt producerade serier såsom Klovn, Zulu Djævleræs, Langt fra Las Vegas och Zulubingo samt det Emmybelönade underhållningsprogrammet FC Zulu. Tidigare ingick en del sport i programtablån, men efter starten av TV2 Sport 2007 har mycket av sportsändningarna flyttats till den kanalen.